# Ilieni (okręg Covasna)
Ilieni (węg. Illyefalva) – wieś w Rumunii, w okręgu Covasna, w gminie Ilieni. W 2011 roku liczyła 1098 mieszkańców.